# Рейчел Зеглер
Рейчел Енн Зеглер (англ. Rachel Anne Zegler, [ˈzɛɡlər]; ; нар. 3 травня 2001) — американська акторка, співачка та ютуберка. За дебютну роль Марії Васкес в екранізації мюзиклу «Вестсайдська історія» здобула премію «Золотий глобус» у категорії «Найкраща акторка — мюзикл чи комедія», ставши наймолодшою переможицею у 20 років та першою акторкою колумбійського походження, відзначеною цією нагородою. Ввійшла до списку Forbes (Forbes 30 Under 30).

## Ранні роки
Рейчел Енн Зеглер народилася 3 травня 2001 в Хакенсаку (Нью-Джерсі), в Hackensack University Medical Center. Її батьки — Крейг і Джина Зеглер (є старша сестра Жаклін). По матері Рейчел має колумбійське коріння: її бабуся іммігрувала до США з Колумбії в 1960-ті. Її батько походить з польських євреїв.

## Кар'єра
Канал Зеглер на YouTube активний з липня 2015 і поступово почав привертати увагу. 2020 року відео виконання Зеглер пісні «Shallow» з фільму «Зірка народилася» зібрало понад 11 млн переглядів у Twitter.
У січні 2018 Стівен Спілберг оголосив через Twitter кастинг для нової кіноадаптації «Вестсайдської історії». Зеглер, якій тоді було 16 років, взяла участь у кастингу і була обрана серед 30 000 конкуренток на роль Марії: це стало її дебютом у кіно.
За свою гру Зеглер отримала визнання критики та безліч нагород, у тому числі премію «Золотий глобус» за найкращу жіночу роль у мюзиклі чи комедії. Це зробило її першою латиноамериканською акторкою, яка отримала цю нагороду, а також наймолодшою переможицею у цій категорії у віці 20 років.
14 грудня 2021 року AP Entertainment назвав Зеглер однією з найкращих акторок 2021 року. Вона ввійшла до списку Forbes Forbes 30 Under 30, присвяченому 30 найвпливовішим людям світу у віці до 30 років за 2022.
27 вересня 2021 року Зеглер посіла 34 місце з 35 у рейтингу подкаст виконавців до 35 років від The Ringer. 14 грудня 2021 року увійшла до списку митців, які здійснили прорив, від AP Entertainment. Ввійшла до списку Forbes 30 Under 30 2022.
Серед нових проєктів акторки — роль Білосніжки в однойменному ігровому музичному ремейку анімаційного фільму «Дісней».

## Фільмографія
| Рік  |    | Українська назва                                | Оригінальна назва                                    | Роль                   |
| ---- | -- | ----------------------------------------------- | ---------------------------------------------------- | ---------------------- |
| 2021 | ф  | Вестсайдська історія                            | West Side Story                                      | Марія                  |
| 2023 | ф  | Шазам! Лють Богів                               | Shazam! Fury of the Gods                             | Антея                  |
| 2023 | ф  | Голодні ігри: Балада про співочих пташок і змій | The Hunger Games: The Ballad of Songbirds and Snakes | Люсі Ґрей              |
| 2024 | ф  |                                                 | Y2K                                                  | Лора                   |
| 2024 | мф |                                                 | Spellbound                                           | принцеса Еліан (голос) |
| 2025 | ф  | Білосніжка                                      | Snow White                                           | Білосніжка             |